# Frederik II của Đan Mạch
Frederick II (1 tháng 7 năm 1534 – 4 tháng 4 năm 1588) là Vua của Đan Mạch và Na Uy, Công tước xứ Schleswig và Holstein từ năm 1559 cho đến khi ông qua đời.